# Aquila (Rome)
Aquila is een historisch merk van motorfietsen.
Ze werden gebouwd door Universal Motor, Moto Aquila, Roma van 1954 tot 1958.
Dit was een klein Italiaans motorfietsmerk dat 49-, 124-, 158 en 175 cc tweetakten en 99- en 174 cc viertakten maakte. Er is geen verband met Aquila in Bologna.